# 高岡龍谷高等学校
高岡龍谷高等学校（たかおかりゅうこくこうとうがっこう、英: Takaoka Ryukoku High School）は、富山県高岡市古定塚にある私立高等学校。

## 概要
普通科と調理科を併設している。普通科は特進コースアドバンス・特進コースプログレス・クリエイトコースに分かれており、調理科は県内の全日制高校で唯一、厚生労働省の認可を受けている。
学科に調理科があり、日本料理、西洋料理、中国料理など各方面のプロの料理人、卒業生を講師として迎えている。実習はもちろん、理論も学べるカリキュラムを組んでおり、3年間の専門的な授業で卒業と同時に調理師免許が取得できる。
西本願寺系の高校で龍谷総合学園加盟校である。以前は「清光女子高等学校」と称していたが、1983年（昭和58年）度より共学化への移行と同時に現校名に改称されている。

## 沿革
- 1963年4月1日 - 清光女子高等学校として開校[1]。
- 2025年度（予定） - 普通科に不登校生徒を対象とした通信制課程を設ける予定（通学区域は富山、石川の両県）[2]。また、調理科の募集を停止し、これ以降は普通科にフードコースが新設されることになった。[3]これにより調理師免許の取得はできなくなった[4]。

## 設置学科
- 普通科
  - 特進コース
    - アドバンス
    - プログレス

  - クリエイトコース
    - アート
    - ITメディア
    - キャリア
- 調理科（募集停止）

## 主な学校行事
- 4月 - 入学式、花まつり、定期健康診断
- 5月 - 降誕会
- 6月 - 体育大会、報恩の集い
- 7月 - 特進コースI、II類2年研修旅行
- 8月 - 全校登校日、特進コースI類1、2年学習合宿
- 9月 - 報恩の集い
- 10月 - 文化祭、球技大会、（龍谷祭 - 3年に一度実施される）
- 11月 - 追慕会
- 12月 - 成道会
- 1月 - 報恩講
- 2月 - 予餞会、調理科謝恩会、涅槃会
- 3月 - 卒業式、修学旅行

## 部活動
出典→
- 運動部 - 男子バレーボール、女子バレーボール、卓球、アーチェリー、バドミントン、柔道、野球、バスケットボール、剣道、サッカー、テニス、陸上競技
- 文化部 - 理科、吹奏楽、美術、茶華道、書道、家庭、放送、VC、宗教、ボランティア、合唱、軽音楽、英語（同好会）、文学（同好会）、将棋（同好会）、よさこい（有志）

## 主な卒業生
- 池田航 - 俳優
- 佐野賀世子 - 柔道家

## アクセス
- JR氷見線越中中川駅 徒歩約12分
- 富山地鉄バス（10番：高岡線）「城東一丁目」停留所 徒歩約7分
- 万葉線志貴野中学校前 徒歩約15分